# 陈锦 (明末)
陳錦（？—1652年），明末清初軍事人物。
早年駐守遼東。1633年叛明後由寧完我推薦給皇太極。他受命治理蘇州，“謀乘此盡除三吳知名之士”，俘殺陳子龍。以功授福建總督。順治八年（1651年）陳錦、金礪、劉之源、田雄等率兵攻舟山群島，魯王朱以海以張煌言留守舟山。是年八月，陳錦趁霧攻陷螺頭門（蛟門），蕩胡伯阮進戰死。陳錦無子，順治五年（1648年），其妻見惲壽平風神秀朗，便收為養子。
順治九年（1652年）四月鄭成功兵圍漳州城，陳錦部大敗，兵員器械損失很多，退至同安縣之鳳尾山。七月，陳錦鞭笞其家丁庫成棟，是夜陳錦被庫成棟刺死，割其首，獻給鄭營。鄭成功獎賞庫成棟之後，因其殺主，秘密下令殺死了庫成棟。陳錦妻子帶領養子壽平扶柩北歸至杭州靈隱寺。